# Pisco (Stadt)
Pisco ist eine Hafenstadt im Süden Perus (etwa 235 km südlich von Lima) und hat 61.518 Einwohner (2017). Sie gehört zur Region Ica und ist Hauptstadt der Provinz Pisco. Die wichtigste Verkehrsverbindung nach Lima ist die Panamericana, die autobahnähnlich etwa drei Kilometer nordöstlich zwischen Pisco und der Kleinstadt Villa Túpac Amaru Inca (auch nur La Villa genannt) verläuft. Pisco ist an sie durch eine Zubringerstraße angebunden. Die Zubringerstraße wurde inzwischen vierspurig ausgebaut und neu asphaltiert. Die weitgehend wüstenartige Landschaft wird durch den Río Pisco bewässert.

## Geschichte und Sehenswürdigkeiten
Pisco war die Heimat der vorkolumbischen Paracas-Kultur (1300 v. Chr. bis 200 n. Chr.). Das Paracas-Museum zeigt regionale Funde aus dieser Zeit. Vor der Stadt liegt die Paracas-Bucht, die Halbinsel Paracas 15 km weiter südlich. Für Touristen ist die Stadt auch interessant aufgrund der nahegelegenen Islas Ballestas mit ihrem reichen Tierleben (Seevögel und Mähnenrobben). Inseln und die Halbinsel bilden das Nationalreservat von Paracas. Hier befindet sich auch auf einer vorgelagerten Insel der Candelabro de Paracas ‚der Kerzenleuchter von Paracas‘, ein in den Fels graviertes Bild (Scharrbild), ähnlich den Nazca-Linien, aber bedeutend kleiner und jünger. Er diente wahrscheinlich Seefahrern als Orientierungszeichen zur Navigation.
Bei einem Erdbeben der Stärke 8,0 wurden am 15. August 2007 85 % Piscos zerstört. Allein in der größten Kirche der Stadt, San Clemente, starben mindestens 90 Menschen. Von der Kirche blieben nur zwei Steinsäulen und die Kuppel stehen.

## Der Ort und das Getränk Pisco
Pisco ist auch der Namensgeber des gleichnamigen Weinbrands, allerdings nicht der Herstellungsort dieses Destillats. Der Hafen von Pisco war der letzte Anlaufpunkt aller Piscogüter, die entlang der Pazifikküste angebaut wurden, um dann nach Europa verschifft zu werden. Die Spanier gaben dem Produkt den Namen „Pisco“, da die Schiffe dort das Destillat in Barrique-Fässern mit der Aufschrift de Pisco ‚aus Pisco‘ entluden.

## Städtepartnerschaften
- Puerto Madryn, Argentinien
- Rosario, Argentinien

## Verkehr
Pisco besitzt einen Flughafen (ICAO: SPSO, IATA: PIO), der vorwiegend von der peruanischen Armee genutzt wird. Er hat eine Start- und Landebahn von etwa 3000 m Länge und dient auch als Ausweichflughafen für Lima.
Von 1871 bis 1956 bot die 74 km lange Bahnstrecke Pisco–Ica eine Verbindung ins Hinterland. Es war ein Inselbetrieb ohne Anschluss an ein Eisenbahnnetz.

## Abbildungen

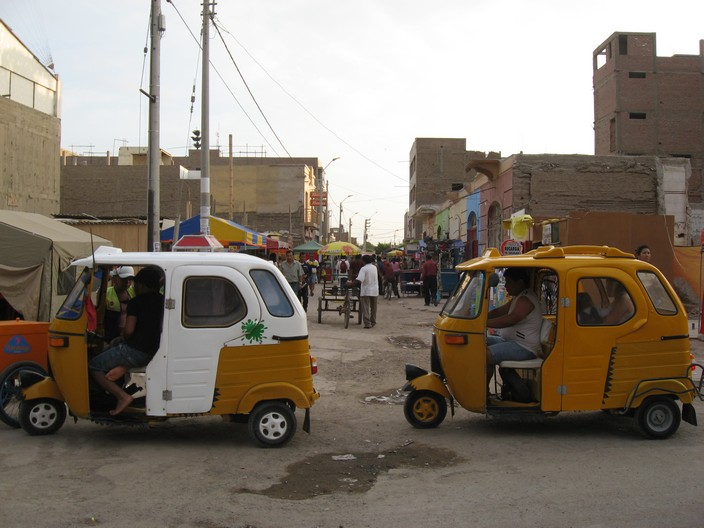
Straßenszene
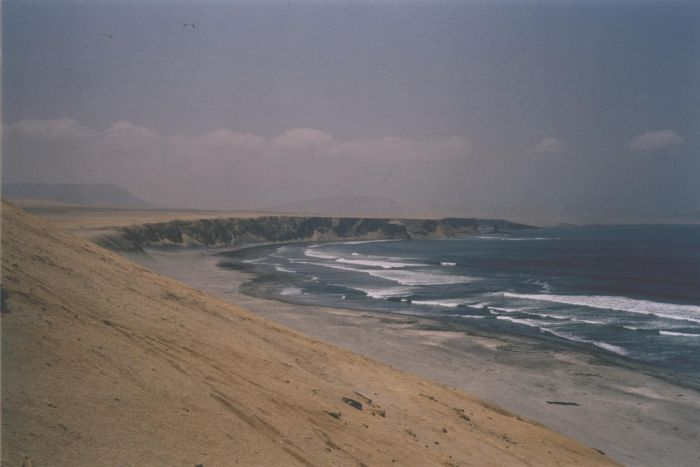
Küste der Halbinsel Paracas
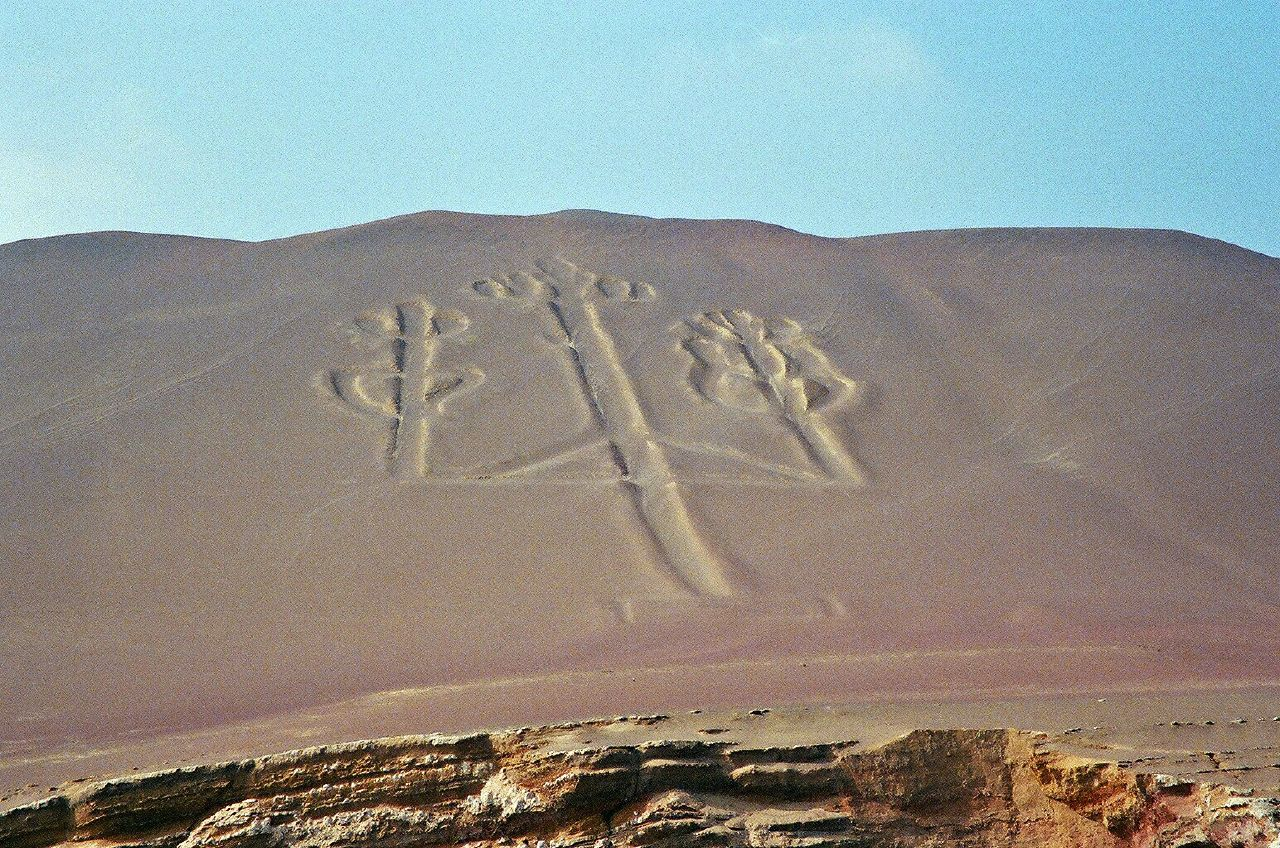
Der Candelabro de Paracas
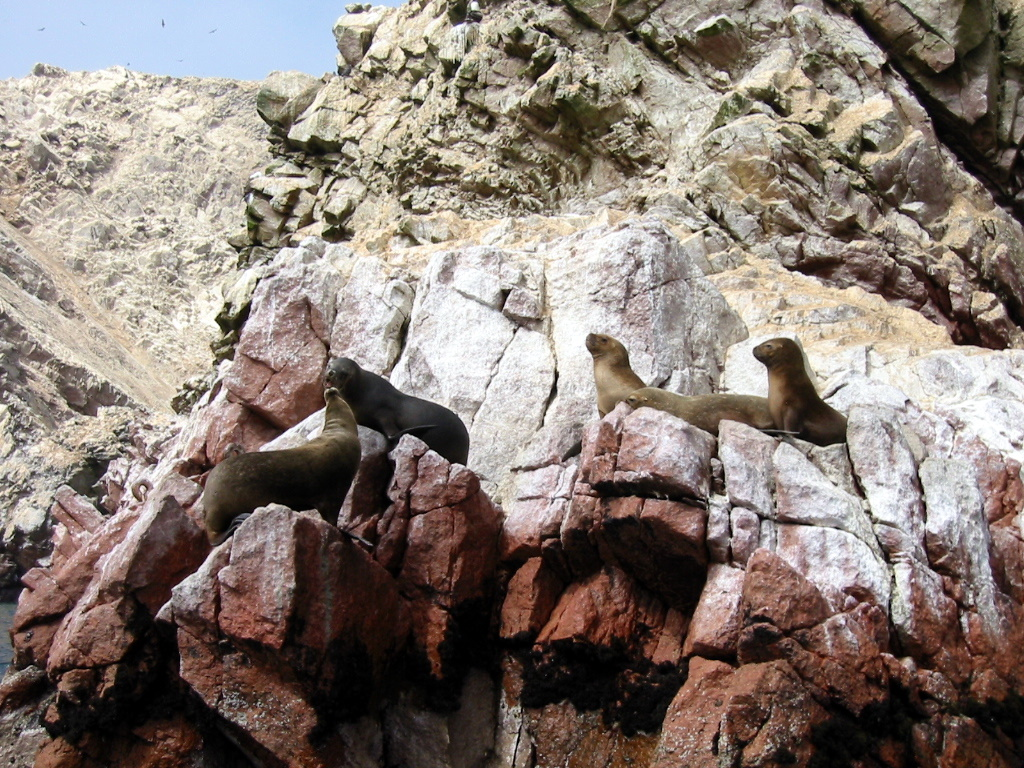
Robben auf den Ballestas Inseln

## Klimatabelle
|                       | Jan  | Feb  | Mär  | Apr  | Mai  | Jun  | Jul  | Aug  | Sep  | Okt  | Nov  | Dez  |   |      |
| Mittl. Tagesmax. (°C) | 26,5 | 28,0 | 28,1 | 26,3 | 23,5 | 21,3 | 20,3 | 20,7 | 21,3 | 22,4 | 23,5 | 25,7 | ⌀ | 23,9 |
| Mittl. Tagesmin. (°C) | 18,4 | 19,0 | 19,0 | 18,3 | 14,5 | 13,5 | 12,7 | 12,2 | 12,6 | 13,2 | 14,4 | 16,6 | ⌀ | 15,3 |
|                       |      |      |      |      |      |      |      |      |      |      |      |      |   |      |
| Niederschlag (mm)     | 0,0  | 0,0  | 0,0  | 0,0  | 0,0  | 0,0  | 0,0  | 0,0  | 0,0  | 0,0  | 1,4  | 0,0  | Σ | 1,4  |
|                       |      |      |      |      |      |      |      |      |      |      |      |      |   |      |
| Luftfeuchtigkeit (%)  | 83   | 81   | 81   | 82   | 83   | 82   | 81   | 83   | 84   | 83   | 82   | 82   | ⌀ | 82,3 |

| 18,4 |

| 19,0 |

| 19,0 |

| 18,3 |

| 14,5 |

| 13,5 |

| 12,7 |

| 12,2 |

| 12,6 |

| 13,2 |

| 14,4 |

| 16,6 |

| 18,4 |

| 19,0 |

| 19,0 |

| 18,3 |

| 14,5 |

| 13,5 |

| 12,7 |

| 12,2 |

| 12,6 |

| 13,2 |

| 14,4 |

| 16,6 |

## Persönlichkeiten
- Gregorio Caloggero (1917–1995), Radrennfahrer